# ۱۶۷ (قمری)
۱۶۷ (قمری)، صد و شصت و هفتمین سال در گاهشماری هجری قمری است. اول محرم این سال برابر با نهم اوت سال ۷۸۳ میلادی است.

## وابسته
- بشار پسر برد